# Haloeffekt
Haloeffekten (nogle gange kaldet halofejl) er en tendens til at have en positiv opfattelse af en person, firma, land, varemærke eller produkt i ét område der giver en positiv eller negativt indflydelse på personens mening eller følelser i andre områder. Haloeffekten er det navn man har givet det fænomen at man evaluerer et område baseret på bedømmelse af tidligere præstationer eller personlighed. Det er en kognetiv bias, der kan forhindre nogen i at acceptere en person, et produkt eller en vare, baseret på en ideen om en ubegrundet tro på, hvad der er godt eller dårligt.
Begrebet blev navngivet i Edward Thorndike. Et simpelt eksempel på haloeffekten er en personer, der efter at have opdaget at en person på et fotografi er attraktiv, velplejet eller pænt klædt på, derefter antager at personen er et godt menneske baseret på reglerne for deres egne sociale koncept. Denne konstante fejl i dømmekraft viser sig i individets præferencer, fordomme, ideologi, forhåbninger og social opfattelse.